# Vigilia (città antica)
Vigilia o Abbondia era un centro abitato della Laguna Veneta, da secoli completamente scomparso. Sorgeva sull'omonima isola tra l'antica Metamauco e le foci del Brenta di Fusina.

## Storia
Attorno all'831 Vigilia si associò, assieme alla più grande Metamauco, alla ribellione del deposto doge Obelerio Antenoreo ospitando quest'ultimo mentre fuggiva dal regnante Giovanni I Partecipazio. Per questo motivo venne incendiata e completamente distrutta. Ancora nel XIII secolo la zona era ricordata come terreno di caccia.
La zona, attualmente conosciuta come Bondante, si presenta oggi come un'ampia distesa di bassi fondali.